# Nagurus cubanocolens
Nagurus cubanocolens là một loài chân đều trong họ Trachelipodidae. Loài này được Vandel miêu tả khoa học năm 1981.